# الرملة (القطن)

'

تعديل مصدري - تعديل

الرملة هي إحدى قرى عزلة القطن بمديرية القطن التابعة لمحافظة حضرموت، بلغ تعداد سكانها 248 نسمة حسب تعداد اليمن لعام 2004.